# Anomalia mimośrodowa

Przedstawienie geometryczne anomalii prawdziwej i mimośrodowej Anomalia średnia wyobrażona jest jako kąt opisujący położenie fikcyjnego punktu poruszającego się ze stałą prędkością kątową po okręgu opisanym na orbicie

Anomalia mimośrodowa {\displaystyle E} – parametr opisujący ruch ciała po orbicie keplerowskiej, zdefiniowany jako kąt pomiędzy odcinkiem łączącym geometryczny środek orbity z perycentrum a odcinkiem łączącym geometryczny środek orbity z punktem wyznaczonym przez przecięcie prostej prostopadłej do linii apsyd, przechodzącej przez ciało i okręgu opisanego na orbicie.
Anomalia mimośrodowa wiąże się z anomalią średnią {\displaystyle M} przez równanie Keplera:
{\displaystyle M=E-e\cdot \sin E,}
gdzie {\displaystyle e} oznacza mimośród,
oraz z anomalią prawdziwą {\displaystyle \theta } poprzez zależność:
{\displaystyle \operatorname {tg} {\frac {E}{2}}={\sqrt {\frac {1-e}{1+e}}}\cdot \operatorname {tg} {\frac {\Theta }{2}}}